# TTT Riga
A TTT Riga (korábban Daugava Riga) 14-szeres lett és 21-szeres szovjet bajnok, tizennyolcszoros Euroliga-győztes, Ronchetti-kupa-győztes első osztályú női kosárlabdacsapat. Székhelye Rigában található, hazai mérkőzéseit a 12 500 férőhelyes Arena Rigában játssza. A "TTT" elnevezést a Tram and Trolley Trustról, a csapat főtámogatójáról kapta. A csapat 1958. november 5-én játszotta elsőm hivatalos mérkőzését. Rekordot jelentő tizennyolc alkalommal nyerték meg az Euroligát, szintén rekordot érően 1964 és 1975 között megszakítás nélkül, tizenkét alkalommal. Nemzetközileg a klub Daugava Riga néven vált ismertté, a Daugava gyakorlatilag a Tram and Trolley Trust jogelődje volt.

## Klubtörténelem
A klub első sikereit Olgerts Altbergs vezetőedző irányításával érte el, 1960-ban pedig megnyerte első Bajnokcsapatok Európa-kupája - a mai Euroliga elődje - trófeáját. A következő 22 évben további tizenhét európai címet nyertek, ez a mai napig rekordnak számító teljesítmény. A TTT Rigához 1965-ben csatlakozott Uljana Szemjonova, 1964 és 1975 között pedig a TTT 12 egymást követő BEK-győzelmet szerzett. A nemzetközi versenyeket figyelembe véve 18 évadon keresztül Szemjonova soha nem vesztett el egy játékot sem a nemzetközi porondon, ami olyan rekord, amelyet szinte biztosan nem lehet megismételni. Az 1980-as és 1990-es évek végén az egykor sikeres klub hanyatlásnak indult. A legjobb lett játékosok külföldön, elsősorban Franciaországban, Spanyolországban és Olaszországban folytatták pályafutásuk, így a Riga nem tudta a nemzetközi élmezőnnyel felvenni a versenyt. Miután Lettország visszanyerte függetlenségét a csapat többnyire a Ronchetti-kupában mérette meg magát. 2006 ősze fordulópont volt a klub történetében. Az új vezetés és az új menedzsment hosszú távú projektet indított a legjobb lett játékosok hazacsábítása és otthon tartása érdekében. Érkeztek az Észak-amerikai női profi kosárlabda-bajnokságból, a WNBA-ből is játékosok, például a brazil Iziane Castro Marques. 2007 tavaszán a TTT Riga újra alapításakor felvett nevén indult a nemzetközi porondon, immáron az Euroligában, ahol a 2007-2008-as szezonban az MKB Euroleasing Sopronnal is megmérkőztek, míg az utóbbi időszakban a Kelet-Európai Női Kosárlabda Liga küzdelmeiben is részt vettek. A klub a 2007-2008-as évadban ünnepelte fennállásának 50. évfordulóját.

## Híres játékosok
- Uļjana Semjonova
- Ieva Tāre
- Iciss Tillis

## Klubsikerek
- Euroliga-győztes 18 (1960–1962, 1964–75, 1977, 1981, 1982)
- Ronchetti-kupa-győztes 1 (1987)
- Kelet-Európai Női Kosárlabda Liga-győztes: 1 (2016)
- Szovjet bajnok: 21
- Lett bajnok: 14 (1992, 1993, 1995, 2001-2005, 2007, 2008, 2010, 2011, 2014, 2015)

## További információ
- A TTT Riga hivatalos honlapja